# Панчкула
Панчкула (англ. Panchkula, хинди पंचकुला) — город на севере Индии, в штате Харьяна, административный центр одноимённого округа.

## География
Город находится в северо-восточной части Харьяны, у подножия горного хребта Сивалик. Абсолютная высота — 335 метров над уровнем моря.
Панчкула расположена непосредственно восточнее города-миллионера Чандигарх, административного центра штата и на расстоянии 200 километров к северо-северо-западу (NNW) от Нью-Дели, столицы страны.

## Демография
По данным официальной переписи 2011 года, население составляло 210 175 человек, из которых мужчины составляли 53,1 %, женщины — соответственно 46,9 % . Уровень грамотности населения составлял 87,86 %.

Динамика численности населения города по годам:
| 1991   | 2001    | 2013    |
| ------ | ------- | ------- |
| 70 375 | 140 925 | 253 493 |

## Достопримечательности
- Гурдвара Нада Сахиб (XVII век) (en:Nada Sahib).
- Манса Деви. Индуистский храм, посвящённый богине Манасе (XIX век) (en:Mata Mansa Devi Mandir).